# Гаґен Штамм
Гаґен Штамм (нім. Hagen Stamm, 12 червня 1960) — німецький ватерполіст.
Бронзовий призер Олімпійських Ігор 1984 року, учасник 1988, 1992, 2004, 2008 років.
Бронзовий призер Чемпіонату світу з водних видів спорту 1982 року.
Чемпіон Європи з водного поло 1981, 1989 років.